# Fraugde Plovfabrik
Fraugde Plovfabrik har haft stor indflydelse på Fraugde og oplandet omkring byen sydøst for Odense, hvor den i lange perioder har været en stor arbejdsgiver.
Fraugde Plovfabrik blev grundlagt af smedemester Anders Jakobsen i 1877, der i starten havde sæde i Over Holluf. Smedemester Anders Jakobsens mål var, at producere en plov, der kunne konkurrere med de amerikanske John Deere-plove, som var kommet til landet i 1870'erne. I 1878 blev de første Fraugde-plove fremstillet og produktionen voksede hurtigt. I 1886 blev fabrikken flyttet til Fraugde og en storproduktion tog sin begyndelse. På verdensudstillingen i Paris i 1900 modtog Fraugde-ploven sølvmedaljen.
I 1937 blev plovfabrikken omdannet til et aktieselskab, men stadig med familien Jakobsen ved roret. Fabrikken var, indtil midt i 1980’erne, sognets største virksomhed med 190 ansatte . Der blev fra fabrikkens side af opført en række arbejderboliger i Fraugde, der er i dag solgt til private.
Fabriksbygningerne dækker et store areal i byen og har inddraget dele af de gamle veje i byen, herunder Overvejen. Bygningerne er af mursten og betonelementer, og kontorbygningen er af gule, håndstrøgene teglsten.
Fabrikken kunne sidst i 1980'erne ikke længere klare konkurrencen fra udlandet og måtte lukke, til stor uro for lokalsamfundet. Efter skiftende ejere og brugsformål, er det i dag firmaet Harald Nyborg, der ejer området samt bygninger. Bygningerne anvendes nu som fjernlager med et minimum af ansatte.